# Nuovo imperialismo
In ambito storico, con nuovo imperialismo si intende un periodo di espansione coloniale da parte delle potenze europee, degli Stati Uniti e del Giappone tra la fine del XIX e l'inizio del XX secolo. Il periodo caratterizzò una ricerca senza precedenti di acquisizioni territoriali all'estero. A quel tempo, gli stati si concentrarono sulla costruzione dei loro imperi sfruttando i nuovi progressi e sviluppi tecnologici, espandendo il loro territorio attraverso la conquista e al fine di sfruttare le risorse dei territori conquistati. Durante l'era del nuovo imperialismo, le potenze occidentali (e il Giappone) conquistarono individualmente quasi tutta l'Africa e molte parti dell'Asia. La nuova ondata di imperialismo rifletteva le continue rivalità tra le grandi potenze, il desiderio economico di conquistare nuove risorse e mercati, ma anche l'etica della "missione civilizzatrice". Molte delle colonie stabilite durante questo periodo ottennero l'indipendenza durante l'era della decolonizzazione che seguì la seconda guerra mondiale. 
Il qualificatore "nuovo"  è usato per differenziare l'imperialismo moderno dalla precedente attività imperiale, come la formazione degli imperi antichi e la cosiddetta "prima ondata di colonizzazione europea" che viene identificata dagli storici come quella durata dal 1402 e il 1815. Se nella prima ondata di colonizzazione, le potenze europee conquistarono e colonizzarono le Americhe e la Siberia; nel nuovo imperialismo, si indirizzarono verso Africa e Asia.

## Inizio
La rivoluzione americana (1775-1783) e il crollo dell'Impero spagnolo in America Latina durante gli anni 20 dell'800 conclusero la prima era dell'imperialismo europeo. Soprattutto in Gran Bretagna queste rivoluzioni aiutarono a far emergere le debolezze del mercantilismo, la dottrina della competizione economica basata sul concetto della ricchezza finita, che aveva sostenuto la precedente espansione imperiale. Nel 1846, le leggi sul mais furono abrogate e i produttori ne guadagnarono, poiché i regolamenti applicati dalle leggi sul mais avevano rallentato le loro attività. Con l'abrogazione, i produttori furono quindi in grado di commerciare più liberamente. Così, la Gran Bretagna iniziò ad adottare il concetto di libero scambio.

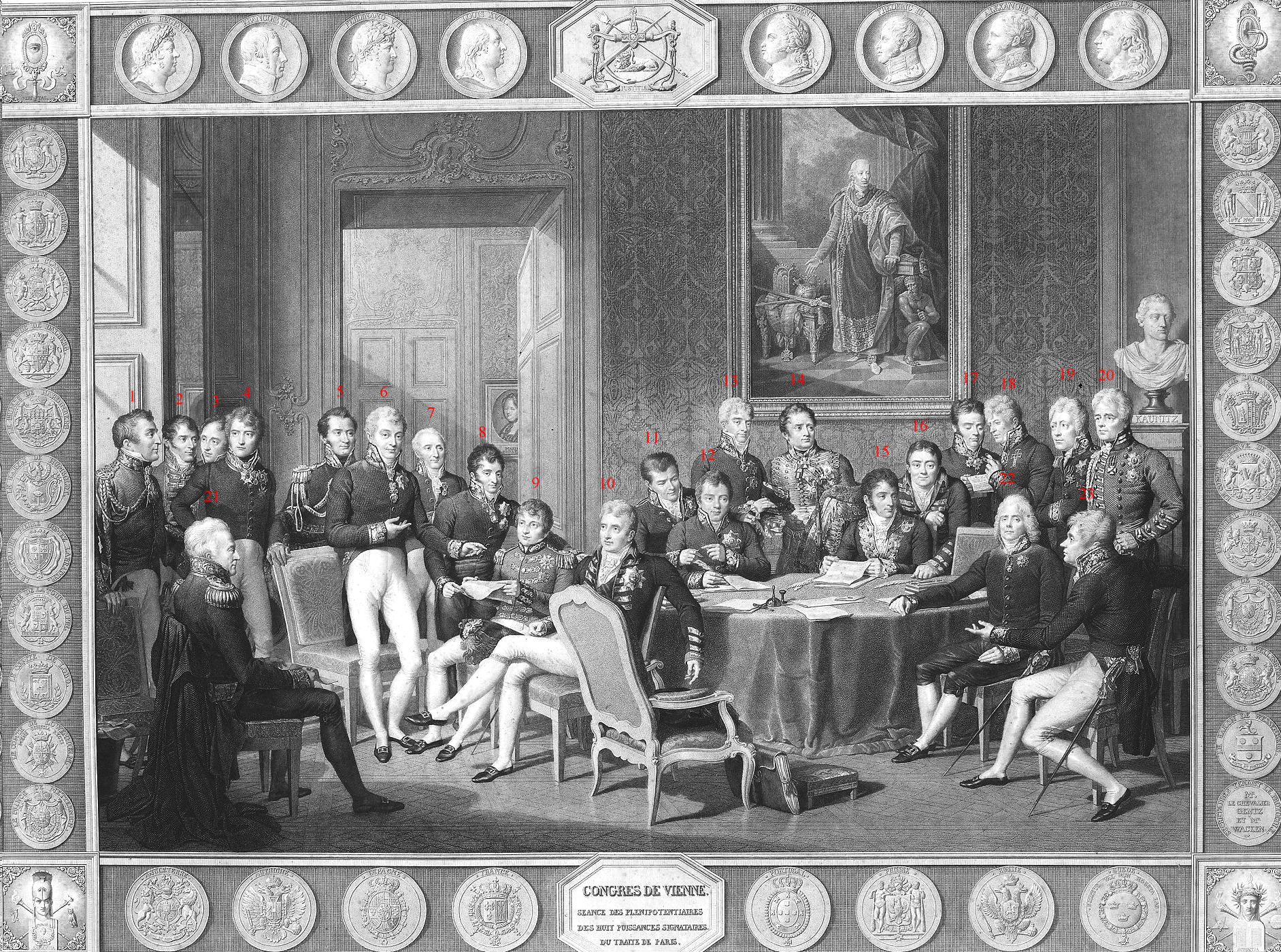
Il Congresso di Vienna di Jean-Baptiste Isabey (1819). Il congresso fu in realtà una serie di incontri faccia a faccia tra potenze coloniali. Servì a dividere e riappropriarsi dei possedimenti imperiali.

Durante questo periodo, tra il Congresso di Vienna del 1815 dopo la sconfitta della Francia napoleonica e la fine della guerra franco-prussiana nel 1871, la Gran Bretagna ottenne i benefici di essere l'unica potenza moderna e industriale al mondo. In quanto "officina del mondo", la Gran Bretagna poteva produrre prodotti finiti in modo così efficiente da battere sul prezzo i prodotti comparabili, fabbricati localmente nei mercati esteri, rifornendo una grande parte dei prodotti consumati da nazioni come gli stati tedeschi, la Francia, il Belgio e gli Stati Uniti.
L'erosione dell'egemonia britannica dopo la guerra franco-prussiana, in cui una coalizione di stati tedeschi guidata dalla Prussia sconfisse la Francia, fu causata da cambiamenti nelle economie europee e mondiali e nell'equilibrio di potere continentale a seguito della rottura del Concerto d'Europa, istituito dal Congresso di Vienna. L'istituzione di stati-nazione in Germania e in Italia risolse le questioni territoriali che avevano messo a rischio i potenziali rivali negli affari interni nel cuore dell'Europa, a vantaggio della Gran Bretagna. Gli anni dal 1871 al 1914 sarebbero segnati da una pace estremamente instabile. La determinazione della Francia a recuperare l'Alsazia-Lorena, annessa dalla Germania a seguito della guerra franco-prussiana, e le crescenti ambizioni imperialiste della Germania avrebbero mantenuto le due nazioni costantemente in conflitto.
Questa competizione fu acuita dalla lunga depressione del 1873-1896, un prolungato periodo di deflazione dei prezzi, punteggiato da gravi recessioni commerciali, che fece pressione sui governi per promuovere l'industria domestica, portando al diffuso abbandono del libero commercio tra le potenze europee (in Germania da 1879 e in Francia dal 1881).

### Conferenza di Berlino

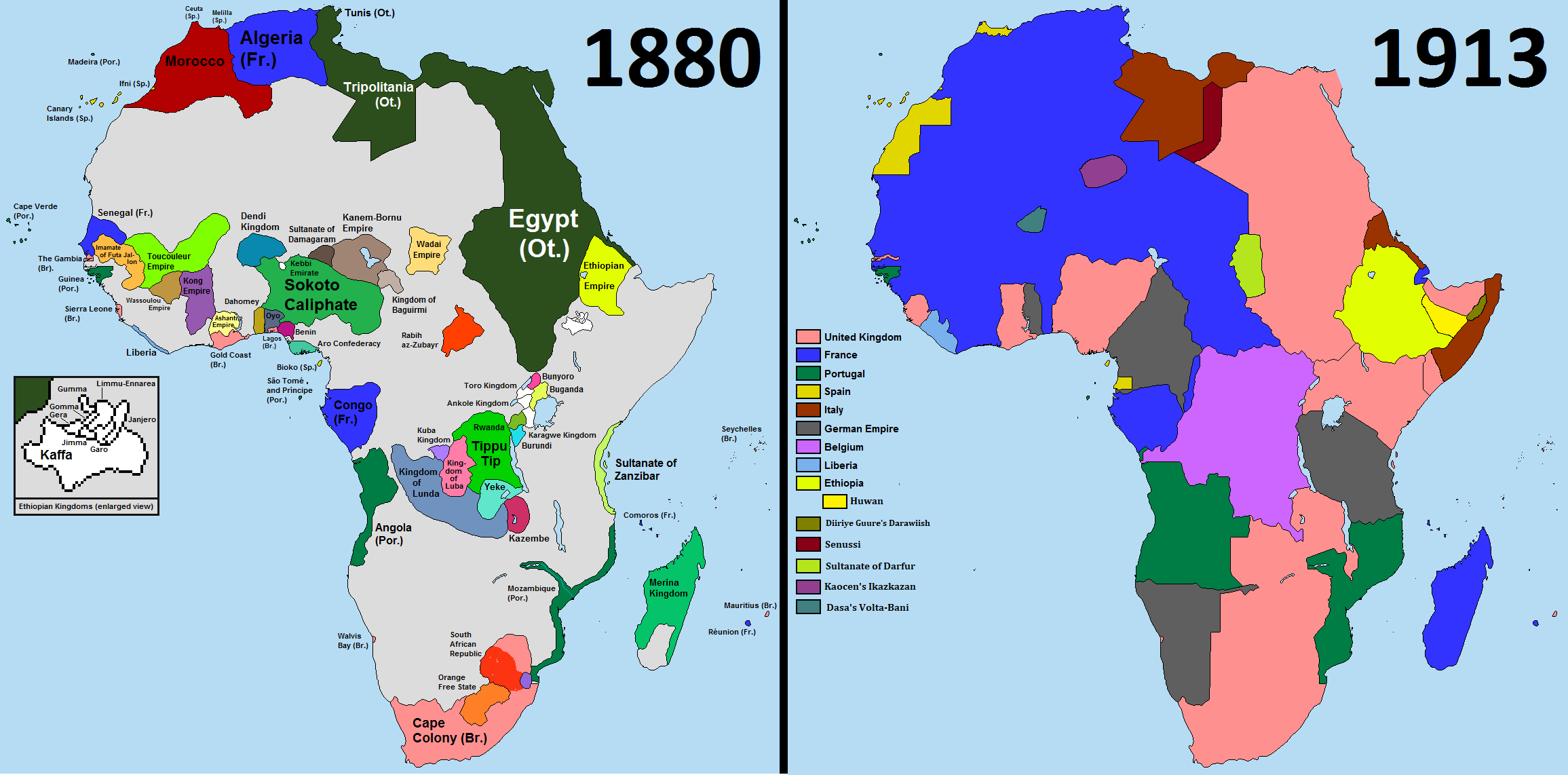
Confronto dell'Africa nel 1880 e nel 1913

La Conferenza di Berlino del 1884-1885 cercò di distruggere la competizione tra le potenze definendo "l'occupazione effettiva" come criterio per il riconoscimento internazionale di una rivendicazione di territorio, in particolare in Africa. L'imposizione di un governo diretto in termini di "occupazione effettiva" ha reso necessario il ricorso di routine alla forza armata contro gli stati e le popolazioni indigene. Le rivolte contro il dominio imperiale furono represse in modo spietato, in modo spettacolare nelle guerre Herero nell'Africa sud-occidentale tedesca dal 1904 al 1907 e nella ribellione Maji Maji nell'Africa orientale tedesca dal 1905 al 1907. Uno degli obiettivi della conferenza era raggiungere accordi su commercio, navigazione e confini dell'Africa centrale. Tuttavia, di tutte le 15 nazioni presenti alla Conferenza di Berlino, nessuno dei paesi rappresentati era africano. 
Le principali potenze dominanti della conferenza erano Francia, Germania, Gran Bretagna e Portogallo. Rimapparono l'Africa senza considerare i confini culturali e linguistici già stabiliti. Alla fine della conferenza, l'Africa è stata divisa in 50 diverse colonie. Gli inservienti stabilirono chi aveva il controllo di ciascuna di queste nuove colonie divise. Hanno anche pianificato, senza impegno, di porre fine alla tratta degli schiavi in Africa. 

### La Gran Bretagna durante questa era

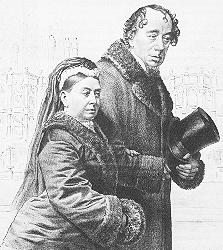
Il primo ministro britannico Benjamin Disraeli e la regina Vittoria

In Gran Bretagna, l'era del nuovo imperialismo segnò un'epoca di significativi cambiamenti economici. Poiché il paese era stato il primo a industrializzarsi, la Gran Bretagna fu tecnologicamente in vantaggio su molti altri paesi per la maggior parte del diciannovesimo secolo. Alla fine del diciannovesimo secolo, tuttavia, altri paesi, principalmente Germania e Stati Uniti, iniziarono a contestare il primato tecnologico ed economico della Gran Bretagna.  Dopo diversi decenni di monopolio, il paese iniziò a combattere per mantenere una posizione economica dominante, mentre altre potenze diventavano progressivamente maggiormente coinvolte nei mercati internazionali. Nel 1870, la Gran Bretagna rappresentava il 31,8% della capacità produttiva mondiale, mentre gli Stati Uniti il 23,3% e la Germania il 13,2%. Nel 1910, la capacità produttiva della Gran Bretagna era scesa al 14,7%, mentre quella degli Stati Uniti era salita al 35,3% e quella della Germania al 15,9%.  Man mano che paesi come la Germania e l'America riscuotevano maggiore successo economico, iniziavano a interessarsi maggiormente all'imperialismo, facendo sì che gli inglesi lottassero per mantenere il volume del commercio e degli investimenti britannici all'estero.
La Gran Bretagna si confrontò con tre potenze espansionistiche (Giappone, Germania e Italia) all'inizio del XX secolo. Prima del 1939, queste tre potenze non avevano mai minacciato direttamente la Gran Bretagna, ma i pericoli indiretti per l'Impero erano chiari. Negli anni '30, la Gran Bretagna era preoccupata che il Giappone potesse minacciare le sue partecipazioni in Estremo Oriente e nei territori dell'India, dell'Australia e della Nuova Zelanda.  L'Italia aveva un interesse nel Nord Africa, che poteva mettere in pericolo l'Egitto britannico, e il dominio tedesco del continente europeo rappresentava un pericolo per la sicurezza della Gran Bretagna.  La Gran Bretagna temeva che le potenze espansioniste avrebbero causato il crollo della stabilità internazionale; come tale, la politica estera britannica tentò di proteggere la stabilità in un mondo in rapido cambiamento.  Con la sua stabilità e i suoi possedimenti coloniali minacciati, la Gran Bretagna decise di adottare una politica di concessione piuttosto che di resistenza, una politica che divenne nota come di pacificazione o appeasement.

In Gran Bretagna, l'era del nuovo imperialismo influenzò la posizione dell'opinione pubblica nei confronti dell'idea dell'imperialismo stesso. La maggior parte del pubblico credeva che se fosse esistito l'imperialismo, sarebbe stato meglio se la Gran Bretagna fosse stata la forza trainante. La stessa gente pensava inoltre che l'imperialismo britannico fosse una forza per il bene nel mondo.  Nel 1940, il Fabian Colonial Research Bureau sostenne che l'Africa poteva essere sviluppata sia economicamente che socialmente, ma fino a quando questo sviluppo non poteva avvenire, l'Africa era meglio che rimanesse nell'Impero britannico. La poesia di Rudyard Kipling del 1891, "The English Flag", contiene la strofa: 
     Winds of the World, give answer! They are whimpering to and fro--

        And what should they know of England who only England know?--

     The poor little street-bred people that vapour and fume and brag,

        They are lifting their heads in the stillness to yelp at the English Flag!
 Queste righe qui sopra mostrano la convinzione di Kipling secondo cui gli inglesi che parteciparono attivamente all'imperialismo sapevano di più sull'identità nazionale britannica rispetto a quelli che passavano la propria vita esclusivamente nella metropoli imperiale. Sebbene esistessero sacche di opposizione antimperialista in Gran Bretagna tra la fine del XIX e l'inizio del XX secolo, l'opposizione all'imperialismo era pressoché inesistente nel paese nel suo insieme.  In molti modi, questa nuova forma di imperialismo ha fatto parte dell'identità britannica fino alla fine dell'era del nuovo imperialismo intorno alla seconda guerra mondiale.

## Implicazioni sociali
Il nuovo imperialismo diede origine a nuove visioni sociali del colonialismo. Rudyard Kipling, ad esempio, esortò gli Stati Uniti a "Sostenere il fardello dell'uomo bianco" di portare la civiltà europea negli altri popoli del mondo, indipendentemente dal fatto che questi "altri popoli" volessero o meno questa civiltà. Questo esemplifica chiaramente l'atteggiamento percepito della Gran Bretagna nei confronti della colonizzazione di altri paesi. 
Mentre il darwinismo sociale divenne popolare in tutta l'Europa occidentale e negli Stati Uniti, la " missione civilizzatrice " francese e portoghese paternalistica (in francese: mission civilisatrice  ; in portoghese: Missão civilizadora  ) fece appello a molti statisti europei sia all'interno che all'esterno della Francia. Nonostante l'apparente benevolenza esistente nella nozione del "fardello dell'uomo bianco", le conseguenze non intenzionali dell'imperialismo avrebbero potuto superare di gran lunga i potenziali benefici. I governi divennero sempre più paternalisti in patria e trascurarono le libertà individuali dei loro cittadini. La spesa militare si espanse, di solito portando a un "proiezione imperiale eccessiva ", e l'imperialismo creò clienti dell'élite al potere all'estero brutali e corrotti, che mantenevano il potere attraverso le rendite imperiali e impedendo il cambiamento sociale e lo sviluppo economico che andasse contro le loro ambizioni. Inoltre, la "costruzione della nazione" spesso creava sentimenti culturali di razzismo e xenofobia.

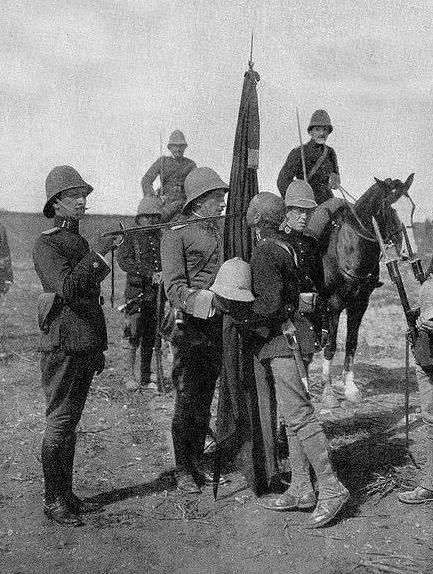
Soldato africano indigeno dichiara il proprio impegno verso la bandiera spagnola. Gli eserciti europei avrebbero regolarmente arruolato uomini indigeni per presidiare la loro stessa terra.

Molte delle principali élite europee trovarono vantaggi nell'espansione formale all'estero: i grandi monopoli finanziari e industriali volevano il sostegno imperiale per proteggere i loro investimenti all'estero dalla concorrenza e dalle tensioni politiche domestiche all'estero, i burocrati ricercavano posti negli uffici governativi, gli ufficiali militari desideravano la promozione e le nobiltà terriere cercavano maggiori profitti per i loro investimenti, titoli formali e alte cariche. Tali interessi speciali erano le maggiori spinte politiche per perpetuare la costruzione dell'impero, nel corso della storia.
Osservando l'ascesa del sindacalismo, del socialismo e di altri movimenti di protesta durante l'era della società di massa sia in Europa che in seguito in Nord America, le élite hanno cercarono di usare il Gingoismo imperiale per cooptare il sostegno di parte della classe lavoratrice industriale. I nuovi mass media promossero il Gingoismo nella guerra ispano-americana (1898), nella seconda guerra boera (1899–1902) e nella rivolta dei pugili (1900). Lo storico tedesco di sinistra Hans-Ulrich Wehler definì l'imperialismo sociale come "la deviazione verso l'esterno delle tensioni interne e delle forze di cambiamento al fine di preservare lo status quo sociale e politico" e come "ideologia difensiva" per contrastare il "disgregativo" effetti dell'industrializzazione sulla struttura sociale ed economica della Germania ".  Secondo Wehler, l'imperialismo sociale era un dispositivo che consentiva al governo tedesco di distogliere l'attenzione pubblica dai problemi interni e preservare l'esistente ordine politico e sociale. Le élite dominanti hanno usato l'imperialismo sociale come colla per tenere insieme una società fratturata e mantenere il sostegno popolare per lo status quo sociale. Secondo Wehler, la politica coloniale tedesca nel 1880 fu il primo esempio di imperialismo sociale in azione, e fu seguito dal Piano Tirpitz del 1897 per l'espansione della Marina tedesca. Da questo punto di vista, gruppi come la Colonial Society e la Navy League sono visti come strumenti del governo per mobilitare il sostegno pubblico. Le richieste di annettere gran parte dell'Europa e dell'Africa nella prima guerra mondiale furono viste da Wehler come l'apice dell'imperialismo sociale.
La nozione di dominio sulle terre straniere guidò una diffusa accettazione tra le popolazioni metropolitane, anche tra quelle che associavano la colonizzazione imperiale all'oppressione e allo sfruttamento. Ad esempio, il Congresso del 1904 dell'Internazionale socialista concluse che i popoli coloniali dovevano essere presi in mano dai futuri governi socialisti europei e condotti da essi verso l'eventuale indipendenza.

## Asia

### India

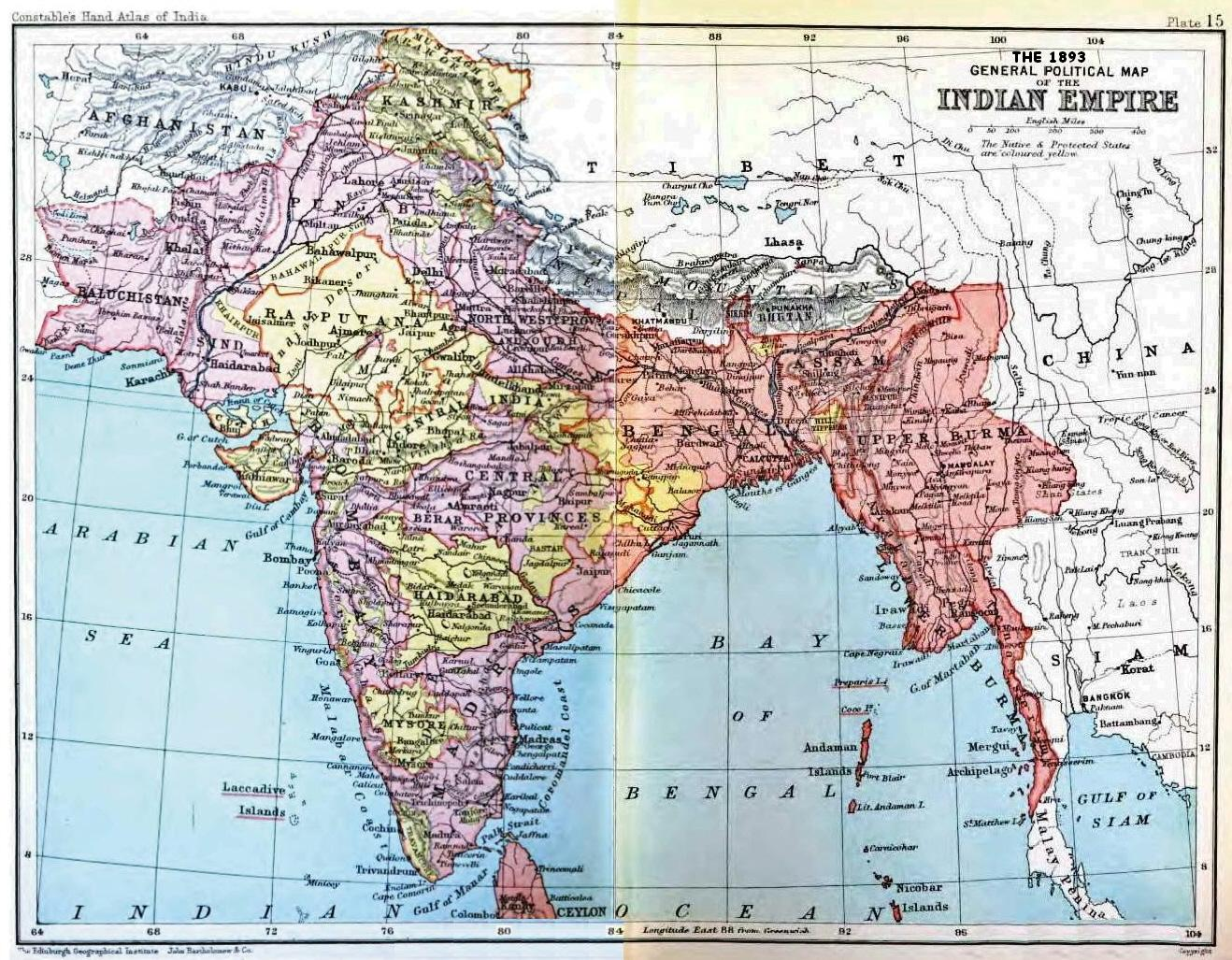

Nel 17 ° secolo, gli uomini d'affari britannici arrivarono in India e, dopo aver preso una piccola porzione di terra, formarono la Compagnia britannica delle Indie orientali. La Compagnia britannica delle Indie orientali annetté gran parte del subcontinente indiano, iniziando con il Bengala nel 1757 e terminando con il Punjab nel 1849. Ciò è stato aiutato da un vuoto di potere formato dal crollo dell'Impero Mughal in India e dalla morte dell'imperatore Mughal Aurangzeb e da un progressivo aumento delle forze britanniche in India causato dai conflitti coloniali con la Francia. L'invenzione delle navi clipper nei primi anni del 1800 dimezzò la durata del viaggio in India dall'Europa da 6 mesi a 3 mesi; gli inglesi posarono anche dei cavi sul fondo dell'oceano permettendo l'invio di telegrammi dall'India e Cina. Nel 1818, gli inglesi controllavano la maggior parte del subcontinente indiano e iniziarono a imporre le loro idee e modi ai suoi residenti, comprese diverse leggi di successione che permisero agli inglesi di conquistare uno stato senza successore e guadagnare terra e eserciti, imporre nuove tasse e controllare in regime di monopolio l'industria. Gli inglesi collaborarono anche con funzionari indiani per aumentare la loro influenza nella regione. 
Alcuni sepoy indù e musulmani si ribellarono nel 1857, provocando i Moti indiani del 1857. Dopo che questa rivolta fu soppressa dagli inglesi, l'India passò sotto il diretto controllo della corona britannica. Una volta che ebbero un maggiore controllo sull'India, modificarono lo stato finanziario dell'India. In precedenza, l'Europa doveva pagare i tessuti e le spezie indiani in lingotti; grazie al controllo politico, la Gran Bretagna ordinò agli agricoltori di coltivare raccolti per l'esportazione in Europa, mentre l'India divenne un mercato per i tessuti dalla Gran Bretagna. Inoltre, gli inglesi raccolsero enormi entrate dall'affitto della terra e dalle tasse sul monopolio sulla produzione di sale. I tessitori indiani furono sostituiti da nuove macchine per filare e tessere e le colture originariamente destinate all'alimentazione degli indiani furono sostituite da colture di prodotti per l'esportazione, come cotone e tè. 
Gli inglesi iniziarono anche a collegare le città indiane con ferrovia e telegrafo per facilitare i viaggi e le comunicazioni, nonché a costruire un sistema di irrigazione per aumentare la produzione agricola. Quando l'istruzione occidentale fu introdotta in India, gli indiani ne furono abbastanza influenzati, ma l'incongruenza tra gli ideali britannici di governo e il modo in cui trattavano il popolo indiano divenne chiara. In risposta a questo trattamento discriminatorio, un gruppo di indiani istruiti istituì il Congresso nazionale indiano, chiedendo pari trattamento e autogoverno. 
John Robert Seeley, professore di storia di Cambridge, ha dichiarato: "La nostra acquisizione dell'India è stata effettuata alla cieca. Nulla di eccezionale che sia mai stato fatto dagli inglesi è stato fatto così involontariamente o accidentalmente come la conquista dell'India ". Secondo lui, il controllo politico dell'India non fu una conquista nel senso comune perché non è stato un atto di uno stato. 

Il nuovo accordo amministrativo, concluso dal proclama della Regina Vittoria come Imperatrice dell'India nel 1876, sostituì effettivamente il comando di un'impresa monopolistica con quella di un servizio civile qualificato guidato da laureati delle migliori università britanniche. L'amministrazione però mantenne e anzi aumentò i monopoli detenuti dalla società. L'India Salt Act del 1882 incluse norme che imponevano il monopolio del governo sulla raccolta e la produzione di sale; nel 1923 fu approvata una legge che raddoppiò la tassa sul sale.

### Sud-est asiatico
Dopo aver preso il controllo di gran parte dell'India, gli inglesi si espansero ulteriormente in Birmania, Malesia, Singapore, Labuan e Borneo (con i protettorati sul Regno di Sarawak, sul Borneo del Nord e sul Brunei): colonie che divennero ulteriori fonti di commercio e di materie prime per i beni britannici.

### Indonesia

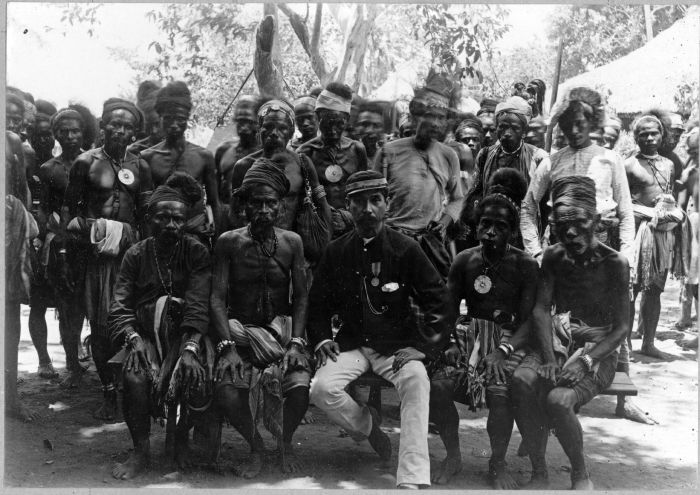
Il funzionario del governo coloniale J. Rozet, un indoasiatico, in trattativa con i capi tribali (Abitanti dell'isola di Roti), Pariti, Timor, 1896.

La colonizzazione formale delle Indie orientali olandesi (ora Indonesia ) iniziò all'alba del XIX secolo quando lo stato olandese prese possesso di tutte le attività della Compagnia delle Indie orientali olandesi (COV). Prima di allora i commercianti di COV erano in linea di principio solo un'altra potenza commerciale tra le tante, stabilendo sedi commerciali e insediamenti (colonie) in luoghi strategici intorno all'arcipelago. Gli olandesi gradualmente estesero la loro sovranità su gran parte delle isole delle Indie orientali. L'espansione olandese si interruppe tra il 1806 e il 1816, con un interregno britannico quando la Repubblica olandese fu occupata dalle forze francesi di Napoleone. Il governo olandese in esilio in Inghilterra cedette il dominio di tutte le sue colonie alla Gran Bretagna. Tuttavia, Jan Willem Janssens, all'epoca il governatore delle Indie orientali olandesi, combatté gli inglesi prima di arrendersi; alla fine fu sostituito da Stamford Raffles.
Le Indie orientali olandesi divennero il pezzo più pregiato dell'Impero olandese. Non era la tipica colonia di coloni fondata attraverso la massiccia emigrazione dalle nazioni madri (come gli Stati Uniti o l'Australia) e difficilmente comportava lo spostamento degli isolani indigeni, con una notevole e drammatica eccezione nell'isola di Banda. Né si trattava di una colonia di piantagioni costruita sull'importazione di schiavi (come Haiti o Giamaica) o di una pura colonia di avamposto commerciale (come Singapore o Macao). È stato più che altro un ampliamento della catena esistente di uffici commerciali VOC. Invece dell'emigrazione di massa dalla patria, le considerevoli popolazioni indigene furono controllate attraverso un'efficace manipolazione politica sostenuta dalla forza militare. La servitù delle masse indigene è stata abilitata attraverso una struttura di governance indiretta, mantenendo in vigore i sovrani indigeni esistenti. Questa strategia era già stata stabilita dal COV, che agiva in modo indipendente come uno stato semi-sovrano all'interno dello stato olandese, usando la popolazione indoasiatica come riserva intermedia.
 

Nel 1869 l'antropologo britannico Alfred Russel Wallace descrisse la struttura di governo coloniale nel suo libro " L'arcipelago malese ": 
 "Il metodo di governo ora adottato a Java è quello di mantenere l'intera serie di sovrani nativi, dal capo villaggio fino ai principi, che, sotto il nome di Reggenti, sono i capi dei distretti delle dimensioni di una piccola contea inglese. Ad ogni reggente viene assegnato un residente olandese, o assistente residente, che è considerato il suo "fratello maggiore" e i cui "ordini" assumono la forma di "raccomandazioni", che tuttavia devono essere obbedite implicitamente. Insieme a ciascun Assistente residente c'è un Controllore, una sorta di ispettore di tutti i sovrani nativi inferiori, che visita periodicamente tutti i villaggi del distretto, esamina i procedimenti dei tribunali nativi, ascolta le denunce contro i capi o altri capi nativi, e sovrintende alle piantagioni governative ". 

### Indocina
La Francia conquistò tutto il Vietnam e la Cambogia nel 1880; nel decennio successivo, la Francia completò il suo impero indocinese con l'annessione del Laos, lasciando che il Regno del Siam (oggi Thailandia) fosse indipendente come stato cuscinetto neutrale tra le terre dominate dalla Gran Bretagna e quelle sotto il controllo della Francia.

### Cina

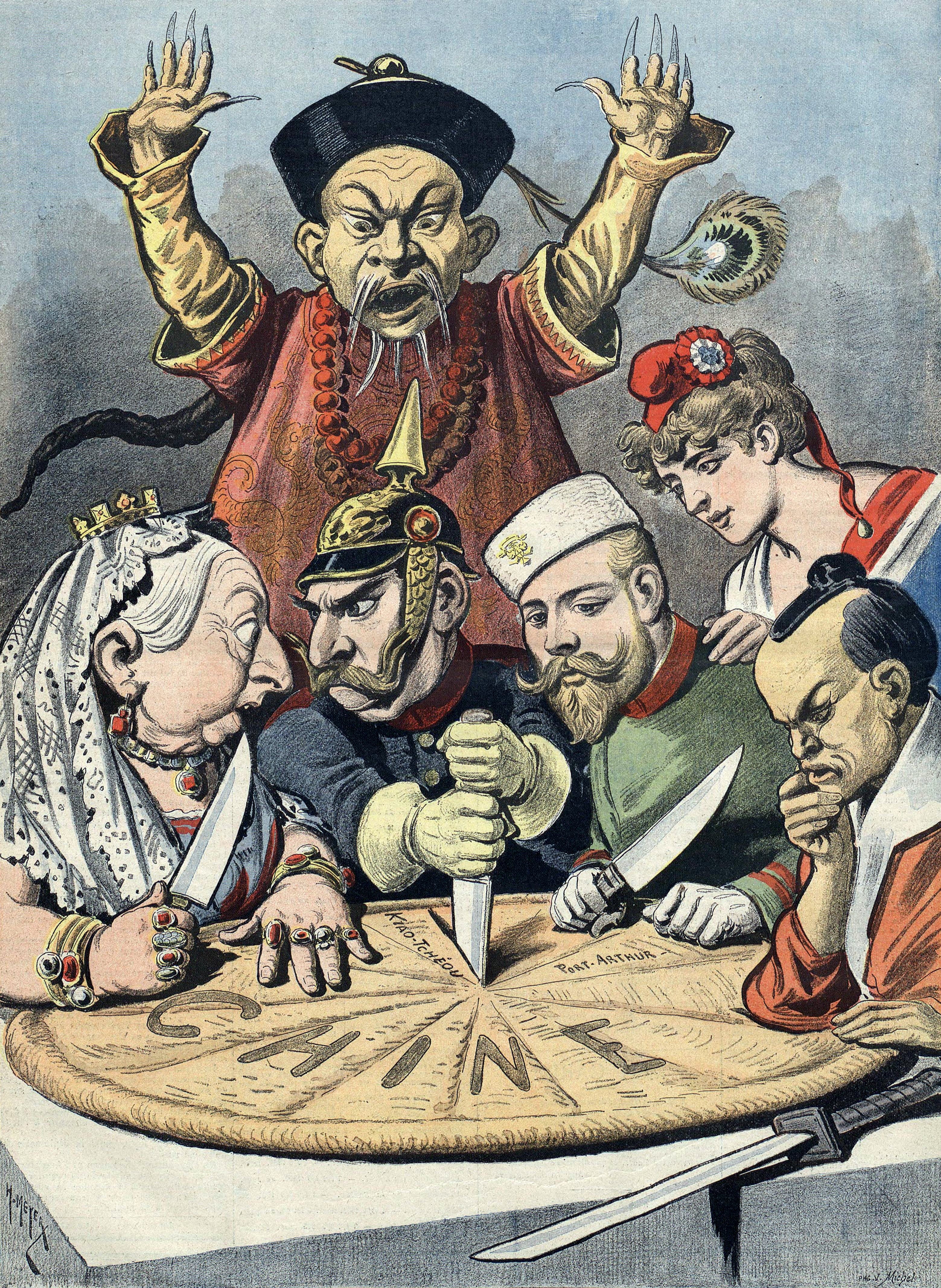
Un mandarino con il vestito tradizionale mostra la propria preoccupazione, mentre la regina Vittoria (Gran Bretagna), Guglielmo II (Germania), Nicola II (Russia), Marianne (Francia) e l'imperatore Meiji (Giappone) discutono su come dividersi la Cina

Nel 1839, la Cina si trovò a combattere la prima guerra dell'oppio con la Gran Bretagna dopo che il governatore generale di Hunan e Hubei, Lin Zexu, sequestrò l'oppio che veniva commercializzato illegalmente. La Cina fu sconfitta e nel 1842 accettò le disposizioni del Trattato di Nanchino. L'isola di Hong Kong fu ceduta alla Gran Bretagna e alcuni porti, tra cui Shanghai e Guangzhou, furono aperti al commercio e al soggiorno britannici. Nel 1856 scoppiò la seconda guerra dell'oppio; i cinesi furono nuovamente sconfitti e costretti ad accettare le condizioni del Trattato di Tientsin del 1858 e della Convenzione di Pechino del 1860. Il trattato esigeva l'apertura nuovi porti per il commercio e l'autorizzazione agli stranieri di viaggiare all'interno della Cina. I missionari ottennero il diritto di propagare il cristianesimo, un altro mezzo di penetrazione occidentale nella cultura cinese. Gli Stati Uniti e la Russia ottennero le stesse prerogative inglesi in trattati distinti. 
Verso la fine del diciannovesimo secolo, la Cina sembrava essere destinata allo smembramento territoriale e al vassallaggio economico, il destino che i sovrani indiani avevano subito anni prima. Diverse disposizioni di questi trattati causarono rancore e umiliazione per molto tempo tra i cinesi: l'extraterritorialità (il che significava che in una disputa con un cinese, un occidentale aveva il diritto di essere processato in un tribunale ai sensi delle leggi del proprio paese), la regolamentazione doganale e il diritto di far stazionare le navi da guerra straniere nelle acque cinesi. 
Nel 1904, gli inglesi invasero Lhasa, uno attacco preventivo contro gli intrighi russi e gli incontri segreti tra l'inviato del 13 ° Dalai Lama e lo zar Nicola II. Il Dalai Lama fuggì in esilio in Cina e poi in Mongolia. Gli inglesi erano molto preoccupati per la prospettiva di un'invasione russa della colonia indiana, sebbene la Russia - gravemente sconfitta dal Giappone nella guerra russo-giapponese e indebolita da ribellioni interne - non potesse realisticamente permettersi un conflitto militare contro la Gran Bretagna. La Cina sotto la dinastia Qing, tuttavia, era un'altra questione. [21] 
Catastrofi naturali, carestie e ribellioni interne avevano indebolito la Cina nel tardo impero Qing. Alla fine del 19 ° secolo, il Giappone e le Grandi Potenze riuscirono facilmente a ritagliarsi concessioni territoriali e commerciali. Si trattava di interdizioni umilianti per la Cina, un tempo egemonia dell'area. Tuttavia, la lezione centrale della guerra con il Giappone non era andata persa nello stato maggiore russo: un paese asiatico che utilizza la tecnologia occidentale e metodi di produzione industriale avrebbe potuto sconfiggere una grande potenza europea. [22] Jane E. Elliott ritiene semplicistica l'accusa secondo cui la Cina rifiutò di modernizzarsi o non fu in grado di sconfiggere gli eserciti occidentali, osservando che la Cina avesse intrapreso una massiccia modernizzazione militare già alla fine del 1800 dopo diverse sconfitte, acquistando armi dai paesi occidentali e fabbricando i loro arsenali, come l'Arsenale Hanyang durante la Ribellione dei pugili. Inoltre, Elliott ha messo in dubbio l'affermazione secondo cui la società cinese è stata traumatizzata dalle vittorie occidentali, poiché molti contadini cinesi (il 90% della popolazione in quel momento) che vivevano al di fuori delle concessioni continuarono la loro vita quotidiana, senza accorgersene e senza alcun sentimento di "umiliazione".
L'osservatore britannico Demetrius Charles de Kavanagh Boulger suggerì un'alleanza britannico-cinese per limitare l'espansione russa in Asia centrale. 
Durante la crisi di Ili, quando la Cina Qing minacciò di scendere in guerra contro la Russia a causa dell'occupazione russa di Ili, l'ufficiale britannico Charles George Gordon fu inviato in Cina dalla Gran Bretagna per consigliare la Cina sulle opzioni militari contro la Russia in caso di guerra.
I russi riportarono che i cinesi stavano costruendo il loro arsenale di armi moderne durante la crisi di Ili, i cinesi acquistarono migliaia di fucili dalla Germania. Nel 1880 enormi quantità di equipaggiamenti militari e fucili furono spediti via nave in Cina da Anversa e la Cina acquistò siluri, artiglieria e 260.260 fucili moderni dall'Europa.
L'osservatore militare russo D.V. Putiatia visitò la Cina nel 1888 e scoprì che nella Cina nord-orientale (Manciuria) lungo il confine cinese-russo, i soldati cinesi erano esperti in "tattiche europee" in determinate circostanze, e i soldati cinesi erano armati con armi moderne come artiglieria Krupp, carabine Winchester e fucili Mauser.
Rispetto alle aree controllate dalla Russia, nelle aree controllate cinesi, furono concessi maggiori benefici al musulmano Kirghiz. I coloni russi combatterono contro il nomade musulmano Kirghiz, il che portò i russi a credere che il Kirghiz sarebbe stato un ostacolo in qualsiasi conflitto contro la Cina. Il musulmano Kirghiz era sicuro che in una guerra imminente, la Cina avrebbe sconfitto la Russia.
La dinastia Qing costrinse la Russia a consegnare il territorio conteso di Ili nel Trattato di San Pietroburgo (1881), in quella che fu chiaramente intesa dall'Occidente come una vittoria diplomatica per i Qing. La Russia riconobbe che la Cina Qing avrebbe potuto rappresentare una grave minaccia militare. I mass media in Occidente durante questa era rappresentarono la Cina come una potenza militare in crescita a seguito dei suoi programmi di modernizzazione e come una grave minaccia per il mondo occidentale, inducendo il timore che la Cina avrebbe conquistato con successo colonie occidentali come l'Australia.
I Sinologi russi, i media russi, le minacce di ribellione interna, lo status di paria inflitto dal Congresso di Berlino, le condizioni negative dell'economia russa suggerirono alla Russia di concedere e negoziare con la Cina a San Pietroburgo, e restituire la maggior parte di Ili alla Cina.
Gli storici giudicarono la vulnerabilità e la debolezza della dinastia Qing nell'imperialismo straniero nel XIX secolo dovute principalmente alla debolezza navale marittima mentre in grado di ottenere il successo militare contro gli occidentali sulla terra, lo storico Edward L. Dreyer affermò che "le umiliazioni della Cina nel diciannovesimo secolo erano fortemente legate alla sua debolezza e agli insuccessi in mare. All'inizio della guerra dell'oppio, la Cina non aveva una marina unificata e non aveva idea di quanto fosse vulnerabile ad attaccabile dal mare; Le forze britanniche grazie alla navigazione a vapore erano in grado di andare ovunque volessero andare. Nella Guerra delle Frecce (1856–1860), i cinesi non avevano modo di impedire alla spedizione anglo-francese del 1860 di navigare nel Golfo di Zhili e di sbarcare il più vicino possibile a Pechino. Nel frattempo, nuovi ma non pienamente moderni eserciti cinesi soppressero le ribellioni di metà del secolo, e ingannarono la Russia in una soluzione pacifica riguardo alle frontiere contese in Asia centrale, e sconfissero le forze francesi sulla terra durante la guerra sino-francese (1884-1885). Ma la sconfitta della flotta e la conseguente minaccia al traffico a vapore verso Taiwan, costrinsero la Cina a concludere la pace a condizioni sfavorevoli. "
I consoli britannici e russi tramarono l'uno contro l'altro a Kashgar.
Nel 1906, lo zar Nicola II inviò un agente segreto in Cina per raccogliere informazioni sulla riforma e l'ammodernamento della dinastia Qing. Il compito fu affidato a Carl Gustaf Emil Mannerheim, all'epoca colonnello dell'esercito russo, che viaggiò in Cina con il sinologo francese Paul Pelliot. Mannerheim era travestito da collezionista etnografico, usando un passaporto finlandese. [22] La Finlandia era, all'epoca, un Granducato. Per due anni, Mannerheim procedette attraverso Pechino, nello Xinjiang, nel Gansu, nello Shaanxi, nell'Henan, nello Shanxi e nella Mongolia interna. Sulla sacra montagna buddista di Wutai Shan incontrò persino il 13 ° Dalai Lama. [35] Tuttavia, mentre Mannerheim era in Cina nel 1907, la Russia e la Gran Bretagna mediarono l'accordo anglo-russo, ponendo fine al periodo storico del Grande Gioco. 
Il corrispondente Douglas Story osservò le truppe cinesi nel 1907 e lodò le loro capacità e abilità militari.
L'ascesa del Giappone come potenza imperiale dopo la Restaurazione Meiji portò a un ulteriore asservimento della Cina. Nell'ambito di una disputa sulla suzeraineté regionale, scoppiò la guerra sino-giapponese, che risultò in un'ennesima umiliante sconfitta per i cinesi. Con il Trattato di Shimonoseki del 1895, la Cina fu costretta a riconoscere l'uscita della Corea dal sistema tributario cinese imperiale, portando alla proclamazione dell'Impero coreano mentre l'isola di Taiwan fu ceduta al Giappone. 
Nel 1897, approfittando dell'omicidio di due missionari, la Germania chiese e ricevette una serie di diritti minerari e ferroviari intorno alla baia di Jiaozhou nella provincia di Shandong. Nel 1898, la Russia ottenne l'accesso a Dairen e Port Arthur e il diritto di costruire una ferrovia attraverso la Manciuria, ottenendo così il dominio completo su gran parte della Cina nord-orientale. Anche il Regno Unito, la Francia e il Giappone ricevettero una serie di concessioni alla fine di quell'anno. 
L'erosione della sovranità cinese provocò uno spettacolare ondata popolare anti-straniero nel giugno 1900, quando i " Pugili " (propriamente la società dei "pugni giusti e armoniosi") attaccarono le legazioni straniere a Pechino. Questa Ribellione dei Boxer provocò una rara dimostrazione di unità tra le potenze coloniali, che formarono l'Alleanza delle Otto Nazioni. Le truppe sbarcarono a Tianjin e marciarono sulla capitale, che presero il 14 agosto; i soldati stranieri saccheggiarono e occuparono Pechino per diversi mesi. Le forze tedesche furono particolarmente severe nel chiedere vendetta per l'uccisione del loro ambasciatore, mentre la Russia rafforzò la sua presa sulla Manciuria nel nord-est fino alla sua schiacciante sconfitta da parte del Giappone nella guerra russo-giapponese del 1904-1905. 
Sebbene la giurisdizione extraterritoriale sia stata abbandonata dal Regno Unito e dagli Stati Uniti nel 1943, il controllo politico estero di alcune parti della Cina si concluse solo con l'incorporazione di Hong Kong e del piccolo territorio portoghese di Macao nella Repubblica popolare cinese nel 1997 e nel 1999 rispettivamente. 
Gli storici della Cina continentale si riferiscono a questo periodo come al secolo dell'umiliazione.

### Asia centrale

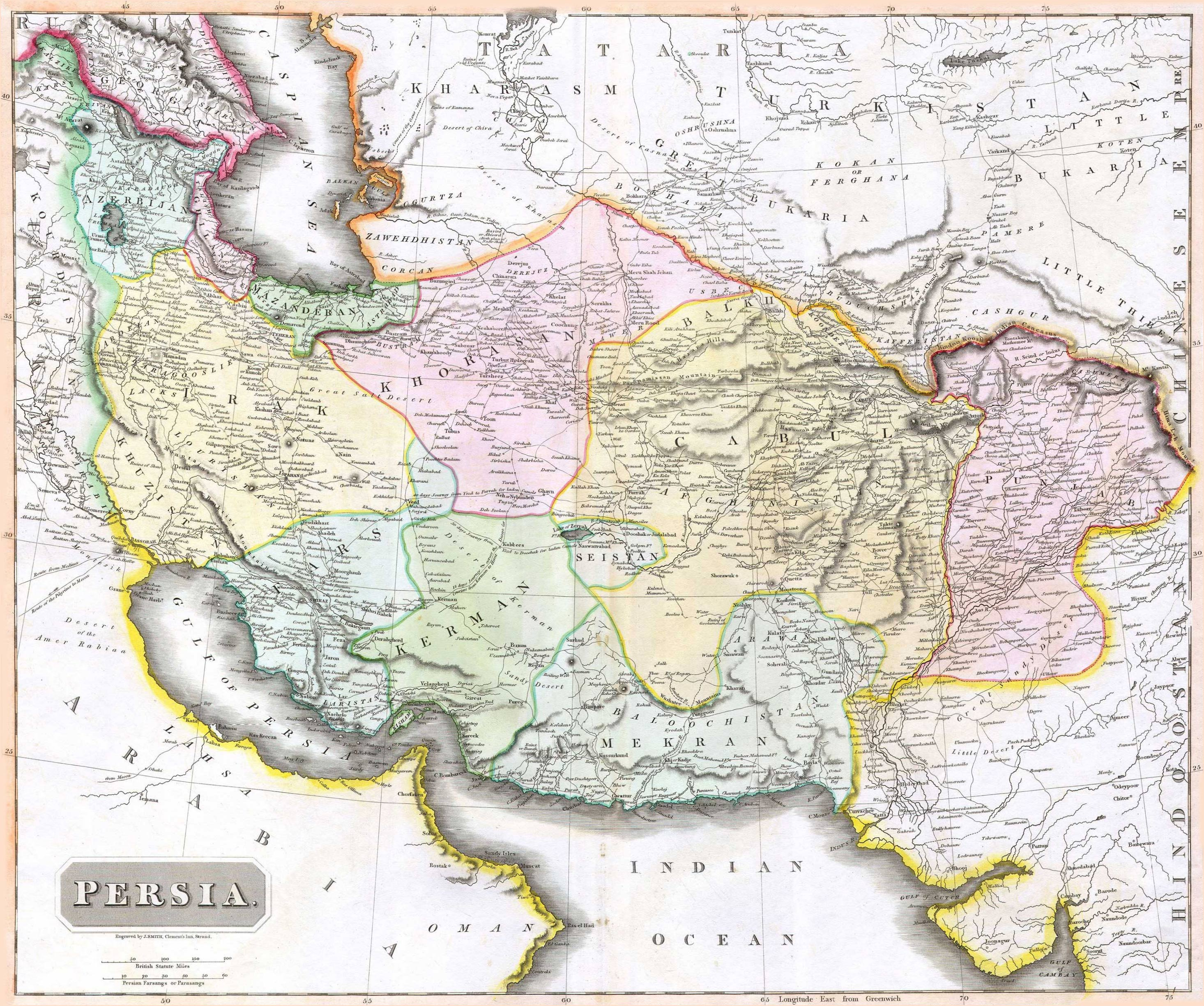
La Persia all'inizio del The Great Game nel 1814

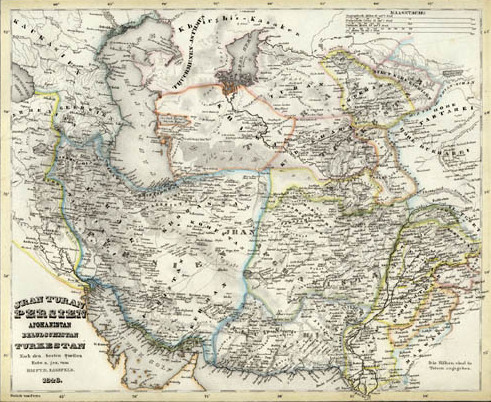
Asia centrale, circa 1848

"The Great Game" (Il Grande Gioco, anche Torneo delle Ombre, in russo Турниры теней?, Turniry Teney) viene chiamata la rivalità economica e politica tra l'Impero britannico e l'Impero russo per la supremazia in Asia centrale a spese dell'Afghanistan, della Persia e dei canati ed emirati dell'Asia centrale. Il periodo del Grande Gioco è generalmente considerato estendersi dal Trattato russo-persiano del 1813 alla Convenzione anglo-russa del 1907, durante il quale intere nazioni come l'Emirato di Bukhara si sfaldarono. Una fase meno intensa seguì la rivoluzione bolscevica del 1917, causando problemi con la Persia e l'Afghanistan fino alla metà degli anni '20. 
Nel periodo post-coloniale del secondo dopoguerra, il termine continuò ad essere usato in modo informale per descrivere le macchinazioni geopolitiche delle grandi potenze e delle potenze regionali mentre combattevano per il potere e l'influenza geopolitica nell'area, specialmente in Afghanistan e Iran/Persia. [37] [38]

## Africa

### Preludio
- La conquista francese dell'Algeria iniziò nel 1830.

Tra il 1850 e il 1914, la Gran Bretagna portò quasi il 30% della popolazione africana, sotto il proprio controllo, il 15% era sotto la Francia, il 9% sotto la Germania, il 7% sotto il Belgio e l'1% sotto l'Italia: la Nigeria da sola contribuì con 15 milioni di nuovi abitanti alla popolazione dell'impero Britannico, più che l'intera Africa occidentale francese, o l'intero impero coloniale tedesco. Le uniche regioni non sotto il controllo europeo nel 1914 erano la Liberia e l'Etiopia.

### Colonie britanniche
L'occupazione formale della Gran Bretagna dell'Egitto nel 1882, innescata dalla preoccupazione per il Canale di Suez, portò a controllare il fiume Nilo, portando alla conquista del vicino Sudan nel 1896-1898, che a sua volta portò al confronto con una spedizione dell'esercito francese a Fashoda nel settembre 1898. Nel 1899, la Gran Bretagna decise di completare la sua acquisizione del futuro Sudafrica, che aveva iniziato nel 1814 con l'annessione della Colonia del Capo, invadendo le repubbliche afrikaner ricche di oro del Transvaal e il vicino Stato Libero dell'Orange. Pochi anni prima, la Compagnia Britannica del Sud Africa aveva già annesso le terre a nord, ribattezzate Rhodesia in onore del capo, il magnate sudafricano Cecil Rhodes. 
Le conquiste britanniche nell'Africa meridionale e orientale spinsero Cecil Rhodes e l'alto commissario britannico in Sudafrica Alfred Milner a sollecitare l'acquisizione dei territori "dal Capo al Cairo": collegato per ferrovia, il Canale di Suez, strategicamente importante, sarebbe stato saldamente collegato al sud ricco di minerali, sebbene il controllo belga dello Stato Libero del Congo e il controllo tedesco dell'Africa orientale impedirono un simile risultato fino alla fine della Prima guerra mondiale, quando la Gran Bretagna acquisì quest'ultimo territorio. 
La ricerca della Gran Bretagna dell'Africa meridionale e i suoi diamanti ha portato a complicazioni sociali e ricadute che sono durate per anni. Per lavorare per la loro prospera compagnia, gli uomini d'affari britannici assumevano sudafricani bianchi e neri. Ma quando si trattava di lavoro, i sudafricani bianchi ricevevano quelli più pagati e meno pericolosi, lasciando i sudafricani neri a rischiare la vita nelle miniere per una misera retribuzione. Questo processo di separazione dei due gruppi di sudafricani, bianchi e neri, fu l'inizio della segregazione tra i due gruppi che durò fino al 1990. 
Paradossalmente, il Regno Unito, un convinto sostenitore del libero scambio, emerse nel 1914 non solo con il più grande impero d'oltremare, grazie alla sua presenza di lunga data in India, ma anche con i maggiori guadagni nella conquista dell'Africa, sfruttando al meglio la sua posizione vantaggiosa dell'inizio. 

### Stato Libero del Congo
Fino al 1876, il Belgio non aveva presenza coloniale in Africa. Fu allora che il suo re, Leopoldo II, creò la Associazione internazionale africana. Operando con il pretesto di un'associazione scientifica e filantropica internazionale, era in realtà una holding privata di proprietà di Leopold. Henry Morton Stanley fu impiegato per esplorare e colonizzare l'area del bacino del fiume Congo nell'Africa equatoriale, al fine di capitalizzare le abbondanti risorse come avorio, gomma, diamanti e metalli. Fino ad allora, l'Africa era conosciuta come "il continente oscuro" a causa delle difficoltà che gli europei avevano avuto nell'esplorazione. Nel corso dei prossimi anni, Stanley sopraffece e concluse trattati con oltre 450 tribù native, acquisendo oltre 905 000 miglia quadre (2 340 000 km²) di terra, quasi 67 volte la dimensione del Belgio.

Né il governo belga né il popolo belga avevano alcun interesse per l'imperialismo all'epoca, e la terra divenne proprietà personale del re Leopoldo II. Alla conferenza di Berlino del 1884, gli fu permesso di avere una terra chiamata Stato libero del Congo. Gli altri paesi europei alla conferenza permisero che ciò accadesse a condizioni che reprimesse il commercio di schiavi nell'Africa orientale, promuovesse politiche umanitarie, garantisse il libero scambio e incoraggiasse le missioni per cristianizzare il popolo del Congo. Tuttavia, l'obiettivo principale di Leopoldo II era quello di ottenere un grande profitto dalle risorse naturali, in particolare avorio e gomma. Per ottenere questo profitto, approvò diversi decreti spietati che vennero in seguito considerati un genocidio. Costrinse gli indigeni a fornirgli gomma e avorio senza alcun compenso in cambio. Le loro mogli e figli furono tenuti in ostaggio fino a quando i lavoratori sarebbero tornati con abbastanza gomma o avorio per raggiungere la loro quota e, se non l'avessero fatto, la loro famiglia sarebbe stata uccisa. Quando i villaggi si rifiutarono, furono bruciati; i bambini del villaggio furono assassinati e agli uomini furono tagliate le mani. Queste politiche portarono a rivolte, ma furono deboli rispetto alla potenza militare e tecnologica europea e, di conseguenza, furono schiacciate. Al lavoro forzato si opposero in altri modi: fuggirono nelle foreste per cercare rifugio o diedero fuoco alle foreste di gomma, impedendo agli europei di raccoglierla e sfruttarla. 

Non esistono dati sulle ripercussioni sulla popolazione durante questo periodo, ma si stima che fino a 10 milioni di persone siano morte per violenza, carestia e malattie. Tuttavia, altre fonti indicano fino ad un totale di 16 milioni di persone.
Il re Leopoldo II approfittò dell'impresa con una percentuale di utili del 700% sulla gomma che prese dal Congo ed esportò. Usò la propaganda per tenere a bada le altre nazioni europee, perché violò quasi tutte le parti dell'accordo che aveva siglato alla Conferenza di Berlino. Ad esempio, fece cantare e ballare alcuni pigmei congolesi alla Fiera mondiale del 1897 in Belgio, dimostrando come aveva civilizzato ed educato i nativi del Congo. Sotto una forte pressione internazionale, il governo belga annesse il territorio nel 1908 e lo ribattezzò Congo belga, rimuovendolo dal potere personale del re. Di tutte le colonie conquistate durante l'ondata del Nuovo Imperialismo, le violazioni dei diritti umani del Stato Libero del Congo vengono considerate le peggiori.

## Polinesia

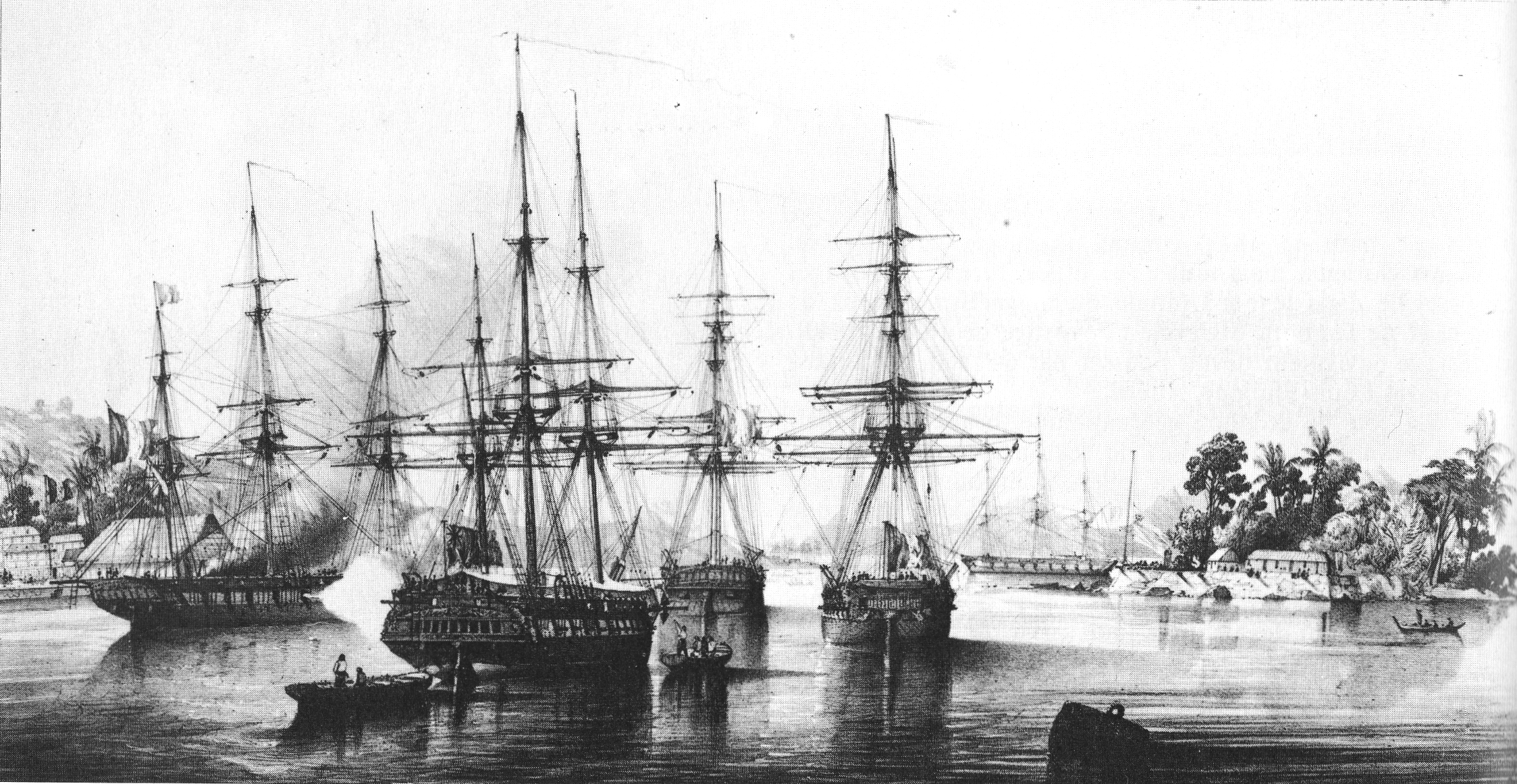
Dupetit Thouars entra a Tahiti il 9 settembre 1842.

In Oceania, la Francia ottenne una posizione di leader come potenza imperiale dopo aver reso protettorati Tahiti e la Nuova Caledonia  rispettivamente nel 1842 e nel 1853.
L'interesse del Cile per l'espansione nelle isole dell'Oceano Pacifico risale alla presidenza di José Joaquín Prieto (1831-1841) e all'ideologia di Diego Portales, che riteneva che l'espansione del Cile in Polinesia fosse una conseguenza naturale del suo destino marittimo. [48] Tuttavia, il primo stadio dell'espansionismo del paese nel Pacifico iniziò solo un decennio più tardi, nel 1851, quando - in risposta a un'incursione americana nelle isole Juan Fernández - il governo del Cile organizzò formalmente le isole in una sottodelegazione di Valparaíso. [50] Nello stesso anno, l'interesse economico del Cile per il Pacifico fu rinnovato dopo che la sua flotta mercantile riuscì brevemente a creare un mercato di scambio di merci agricole che collegò il porto californiano di San Francisco con l'Australia. [51] Nel 1861, il Cile aveva costituito un'impresa redditizia attraverso il Pacifico, la sua valuta nazionale circolava abbondantemente in Polinesia e i suoi commercianti commerciavano nei mercati di Tahiti, Nuova Zelanda, Tasmania, Shanghai; furono anche aperti negoziati con le Filippine spagnole e, secondo quanto riferito, si verificarono scontri tra balenieri cileni e americani nel Mar del Giappone. Questo periodo terminò a seguito della distruzione della flotta mercantile cilena da parte delle forze spagnole nel 1866, durante la guerra delle Isole Chincha. [52] 
Le aspirazioni polinesiane del Cile si sarebbero di nuovo risvegliate all'indomani della decisiva vittoria del paese contro il Perù nella Guerra del Pacifico, che lasciò la flotta cilena come forza marittima dominante nella costa del Pacifico delle Americhe. [48] Valparaíso era diventato anche il porto più importante della costa del Pacifico del Sud America, fornendo ai commercianti cileni la capacità di trovare mercati nel Pacifico per la sua nuova ricchezza minerale acquisita dall'Atacama. [53] Durante questo periodo, l'intellettuale e politico cileno Benjamín Vicuña Mackenna (che fu senatore al Congresso Nazionale dal 1876 al 1885) fu una voce influente a favore dell'espansionismo cileno nel Pacifico, ritenendo che le scoperte della Spagna nel Pacifico erano state rubate dagli inglesi e immaginando che il dovere del Cile fosse quello di creare un impero nel Pacifico che avrebbe raggiunto l'Asia. [48] Nel contesto di questo fervore imperialista, nel 1886, il capitano Policarpo Toro della Marina Cilena propose ai suoi superiori l'annessione Isola di Pasqua; una proposta che venne sostenuta dal presidente José Manuel Balmaceda a causa dell'apparente posizione strategica dell'isola e del suo valore economico. Dopo che Toro trasferì i diritti alle operazioni di allevamento di pecore dell'isola da aziende con sede a Tahiti alla Williamson-Balfour Company con sede in Cile nel 1887, il processo di annessione dell'isola di Pasqua si concluse con la firma dell'Accordo di Wills tra i capi di Rapa Nui e Toro, in nome del governo cileno, nel 1888. Occupando l'isola di Pasqua, il Cile si unì di fatto alle nazioni imperiali. (p53) 
Nel 1900 praticamente tutte le isole dell'Oceania erano sotto il controllo di Gran Bretagna, Francia, Stati Uniti, Germania, Giappone e Cile.

## Rivalità imperiali
L'estensione del controllo europeo sull'Africa e sull'Asia aggiunse un'ulteriore dimensione alla rivalità e al reciproco sospetto che caratterizzarono la diplomazia internazionale nei decenni precedenti la prima guerra mondiale. La conquista francese della Tunisia nel 1881 iniziò quindici anni di tensione con l'Italia, che desiderava conquistare il paese così vicino alle coste nazionali, ciò agevolò come vendetta l'alleanza con la Germania e lo scatenarsi di una guerra tariffaria decennale con la Francia. L'acquisizione della Gran Bretagna dall'Egitto un anno dopo causò un netto raffreddamento delle sue relazioni con la Francia. 
I conflitti più eclatanti dell'epoca furono però la guerra ispano-americana del 1898 e la guerra russo-giapponese del 1904–05, ognuna delle quali segnò l'avvento di una nuova grande potenza imperiale; gli Stati Uniti e il Giappone, rispettivamente. L'incidente di Fashoda del 1898 rappresentò la peggiore crisi anglo-francese degli ultimi decenni, ma la flessione della Francia di fronte alle richieste britanniche prefigurò un miglioramento delle relazioni quando i due paesi iniziarono a risolvere le loro pretese all'estero. 
La politica britannica in Sudafrica e le azioni tedesche in Estremo Oriente contribuirono a drammatici cambiamenti politici, che nel 1900 allinearono la Gran Bretagna fino a quel momento isolazionista prima con il Giappone come alleato, e poi con Francia e Russia nella più ampia Triplice intesa. Gli sforzi tedeschi per spezzare l'Intesa sfidando l'egemonia francese in Marocco portarono alla crisi di Tangeri del 1905 e alla crisi di Agadir del 1911, aumentando la tensione e il sentimento antitedesco negli anni precedenti la prima guerra mondiale. Nel Pacifico i conflitti tra Germania, Stati Uniti e Regno Unito hanno contribuito alla prima e alla seconda guerra civile samoana. 
Un'altra crisi si verificò tra il 1902 e il 1903, quando vi fu uno scontro tra il Venezuela sostenuto dall'Argentina, dagli Stati Uniti (vedi la Dottrina Monroe ) e da una coalizione di paesi europei.

## Motivazione

### Umanitarismo
Una delle maggiori motivazioni alla base del nuovo imperialismo fu l'idea dell'umanitarismo e della "civilizzazione" delle persone di "classe inferiore" in Africa e in altri luoghi non sviluppati. Questo si affiancava al motivo religioso per molti missionari cristiani, nel tentativo di salvare le anime del popolo "incivile", e si basava sull'idea che i cristiani e il popolo del Regno Unito fossero moralmente superiori. La maggior parte dei missionari che sostenevano l'imperialismo lo fece perché riteneva che l'unica vera religione fosse la propria. Allo stesso modo, i missionari cattolici romani si opposero ai missionari britannici perché i missionari britannici erano protestanti. A volte, tuttavia, l'imperialismo aiutò il popolo delle colonie perché i missionari finirono per limitare la schiavitù in alcune aree. Pertanto, gli europei affermarono di essere lì solamente per proteggere i gruppi tribali più deboli che avevano conquistato. I missionari e altri leader suggerirono che avrebbero dovuto interrompere pratiche come il cannibalismo, il matrimonio infantile e altre "cose selvagge". Questo ideale umanitario fu descritto in poesie come White Man's Burden e altre pubblicazioni. Spesso l'umanitarismo era sincero, ma con scelte fuorvianti. Sebbene alcuni imperialisti stessero cercando di essere onesti nelle opere di umanitarismo, a volte le loro scelte non furono le migliori per le aree che stavano conquistando e per gli indigeni che vivevano lì.

### Politica etica olandese

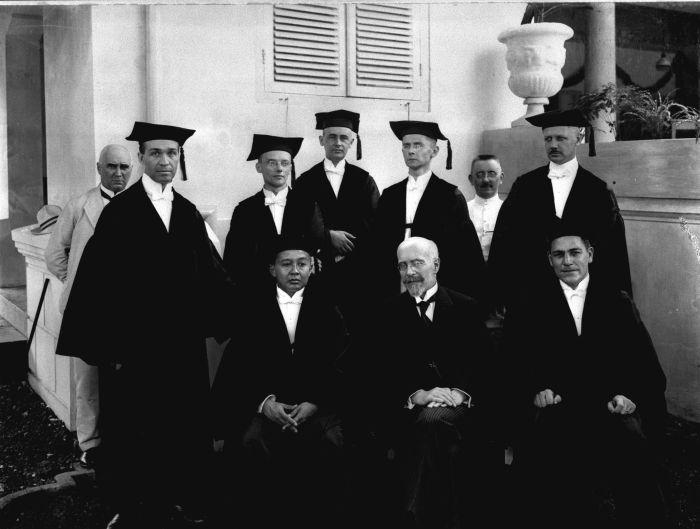
Professori di giurisprudenza olandesi, indo-eurasiatici e giavanesi all'apertura della Rechts Hogeschool nel 1924.

La politica etica olandese era quella riformista dominante dal carattere politico liberale della politica coloniale nelle Indie orientali olandesi, durante il ventesimo secolo. Nel 1901, la regina olandese Wilhelmina annunciò che i Paesi Bassi avevano accettato la responsabilità etica per il benessere dei loro soggetti coloniali. Questo annuncio era in netto contrasto con la precedente dottrina ufficiale secondo cui l'Indonesia era principalmente una delle ali più aleatorie (una regione per fare profitto). Ciò segnò l'inizio della moderna politica di sviluppo umano, attuata e praticata da Alexander Willem Frederik Idenburg, mentre altre potenze coloniali di solito parlavano di una missione civilizzatrice, che riguardava principalmente la diffusione della propria cultura ai popoli colonizzati. 
La politica etica olandese (olandese: Ethische Politiek) sottolineò il miglioramento delle condizioni di vita materiali. La politica soffrì, tuttavia, di un grave sottofinanziamento, inflazionò le aspettative e la mancanza di accettazione nell'establishment coloniale olandese, e in gran parte cessò di esistere con l'inizio della Grande Depressione nel 1929. Aveva tuttavia creato un'élite indigena istruita in grado di articolare e infine dar inizio all'indipendenza dai Paesi Bassi.

## Teorie
La "teoria dell'accumulazione" adottata da Karl Kautsky, John Atkinson Hobson e resa popolare da Vladimir Lenin era incentrata sull'accumulo di surplus di capitale durante e dopo la Rivoluzione industriale: le opportunità limitate in patria, secondo l'argomentazione, spingevano gli interessi finanziari a cercare investimenti più redditizi nelle terre meno sviluppate con costi di manodopera più bassi, materie prime non sfruttate e poca concorrenza. L'analisi di Hobson non riesce a spiegare l'espansione coloniale da parte delle nazioni meno industrializzate con poco capitale in eccesso, come l'Italia, o le grandi potenze del secolo successivo - gli Stati Uniti e la Russia - che erano in realtà debitori netti di capitali stranieri. Inoltre, i costi militari e burocratici dell'occupazione spesso superarono i rendimenti finanziari. In Africa (al netto di quella che sarebbe diventata l'Unione del Sud Africa nel 1909) la quantità di investimenti di capitale da parte degli europei era relativamente piccola prima e dopo il 1880, e le società coinvolte nel commercio dell'Africa tropicale esercitavano un'influenza politica limitata. 
L'approccio della "teoria dei sistemi mondiali" di Immanuel Wallerstein vede l'imperialismo come parte di un'estensione generale e graduale degli investimenti di capitale dal "nucleo" dei paesi industriali a una "periferia" meno sviluppata. Il protezionismo e l'impero formale erano i principali strumenti degli stati "semi-periferici" e di recente industrializzazione, come la Germania, che cercavano di usurpare la posizione della Gran Bretagna nel "cuore" del sistema capitalista globale. 
Facendo eco alla prospettiva globale di Wallerstein in una certa misura, lo storico imperiale Bernard Porter vide l'adozione dell'imperialismo formale da parte della Gran Bretagna come un sintomo e un effetto del suo relativo declino nel mondo, e non una dimostrazione di forza: "Bloccata con una copertura dell'area obsoleta e forme obsolete di organizzazione dei commerci, [La Gran Bretagna] subì gli effetti meno favorevoli di essere il primo paese a modernizzarsi ".

## Sequenza temporale
- 1833: La Gran Bretagna annette le Isole Falkland.
- 1838: La Gran Bretagna annette le Isole Pitcairn.
- 1839: La Gran Bretagna conquista Aden al Sultanato di Lahej.
- 1842: La Gran Bretagna riceve l'isola di Hong Kong dalla dinastia Qing.
- 1849: La Gran Bretagna annette l'Impero Sikh nel Punjab.
- 1853: La Francia annette la Nuova Caledonia.
- 1855: Le Isole Curili e di Sachalin vengono divise tra Russia e Giappone.
- 1857: La Gran Bretagna annette le Isole Cocos e Perim, viene completata la conquista francese dell'Algeria .
- 1862: Creazione della Cocincina francese, l'Honduras britannico viene dichiarato ufficialmente colonia.
- 1869: Il Giappone annette l'isola di Hokkaido.
- 1875: Il Giappone annette le Isole Bonin.
- 1876: Instaurato il protettorato britannico su Socotra.
- 1877: La Gran Bretagna annette le Isole Laccadive.
- 1882: La Gran Bretagna conquista l'Egitto.
- 1883: Il Cile completa l'Occupazione dell'Araucanía.
- 1884: L'Argentina completa la Conquista del deserto in Patagonia.
- 1885: La Gran Bretagna completa la conquista della Birmania, il re Leopoldo II del Belgio istituisce lo Stato Libero del Congo.
- 1887: Viene creato il protettorato britannico sulle Maldive e la Somalia francese.
- 1888: Il Cile annette l'Isola di Pasqua, la Gran Bretagna annette l'Isola di Natale, viene creato la Somalia britannica, la Germania annette Nauru.
- 1889: Viene creata la Polinesia francese.
- 1890: Viene creato il protettorato britannico su Zanzibar, nasce l'Eritrea italiana.
- 1897: La Francia annette il Madagascar.
- 1898: Gli Stati Uniti annettono le Hawaii.
- 1899: Le Isole Samoa vengono divise fra Samoa tedesche e Samoa americane.
- 1908: La Francia annette le Isole Comore.
- 1910: Il Giappone annette l'Impero coreano.